# Казагранде, Франческо
Франческо Казагранде (итал. Francesco Casagrande; род. 14 сентября 1970, во Флоренции, Италия) —  итальянский профессиональный шоссейный велогонщик.

## Карьера
Профессиональный велогонщик с 1992 года. В 1996 году выиграл Тиррено — Адриатико и Тур Страны Басков. В 1998 году выиграл Классику Сан-Себастьяна. В том же году, во время проведения Тура Романдии, допинг проба Казагранде дала положительный результат на тестостерон, за что он был уволен собственной командой Cofidis, и отстранён Международным союзом велосипедистов от участия в соревнованиях на девять месяцев. Вернулся в гонки в 1999 году, став четвёртым на Чемпионате мира в групповой гонке и выиграв Тур Швейцарии и вновь Классику Сан-Себастьяна. 
В 2000 году на Джиро д’Италия лидировал с 9 по 19 этап, но в итоге стал вторым в генеральной классификации, уступив Стефано Гарцелли и выиграв горную классификацию. В 2000 году также выиграл  Флеш Валонь, став по итогам года первым в  индивидуальном рейтинге UCI. 
В 2000 и 2001 годах выиграл Джиро дель Трентино, в 2002 году стал первым в генеральной классификации на Международной неделе Коппи и Бартали. 
В 2002 году на Джиро д’Италия был дисквалифицирован за  нарушение правил. Казагранде во время спринта в борьбе за горную премию Gran Premio della Montagna намеренно сбросил на землю колумбийца Джона Фредди Гарсия.
В 2003 году выиграл три этапа на Туре Швейцарии, но на предпоследнем восьмом этапе проиграл майку лидера Александру Винокурову и не вышел на старт последнего этапа из-за уретрита.
В 2005 году завершил профессиональную спортивную карьеру.

## Достижения
1989
3-й - Coppa 29 Martiri di Figline di Prato U23
1990
1-й - Этап 5 Тур Валле-д’Аоста U23
1-й - Gran Premio Ezio del Rosso U23
1991
1-й - Girobio U23
2-й - Coppa 29 Martiri di Figline di Prato U23
1992
1-й - Giro del Montalbano U23
2-й - Grand Prix Industrie del Marmo
2-й - Giro del Casentino
1993
1-й - Этап 5 Tour des Pouilles
2-й - Три варезенские долины
1994
1-й - Милан — Турин
1-й - Джиро дель Эмилия
1-й - Тур Тосканы
1-й - Гран-при Индустрия и Артиджанато ди Ларчано
1-й - Флоренция — Пистоя
2-й - Чемпионат Италии — Групповая гонка
2-й - Кубок Бернокки
2-й - Кубок Сабатини
2-й - Трофей Мелинды
2-й - Коппа Плаччи
2-й - Tour des vallées minières
3-й - Джиро дель Трентино
4-й - Тур Страны Басков
5-й - Тиррено — Адриатико
6-й - Флеш Валонь
10-й - Чемпионат Цюриха
1995
1-й - Джиро дель Аппеннино
1-й - Флоренция — Пистоя
1-й - Коппа Плаччи
2-й - Гран-при города Камайоре
2-й - Тур Романдии
2-й - Гран-при Пино Черами
3-й - Милан — Турин
3-й - Кубок Уго Агостони
3-й - Восхождение на Монжуик
4-й - Флеш Валонь
5-й - Льеж — Бастонь — Льеж
7-й - Джиро ди Ломбардия
10-й - Джиро д’Италия
1996
Тур Страны Басков
1-й — Генеральная классификация
1-й — Этапы 2 и 5
Тиррено — Адриатико
1-й — Генеральная классификация
1-й — Этап 3
1-й — Этап 3 Tour des Pouilles
2-й - Гран-при Индустрия и Артиджанато ди Ларчано
3-й - Неделя Каталонии
5-й - Чемпионат Цюриха
9-й - Классика Сан-Себастьяна
1997
2-й - Чемпионат Италии — Групповая гонка (Гран-при Индустрия и Артиджанато ди Ларчано)
3-й - Джиро ди Ломбардия
3-й - Tour du Latium
3-й - Trofeo Laigueglia
4-й - Милан — Сан-Ремо
6-й - Тур де Франс
9-й - Тиррено — Адриатико
1998
1-й — Этап 1 Тур Средиземноморья
1-й - Классика Сан-Себастьяна
1-й - Трофей Маттеотти
1-й - Critérium des Abruzzes
2-й - Классика Альп
3-й - Тур Романдии
3-й - Джиро дель Трентино
4-й - Льеж — Бастонь — Льеж
1999
1-й - Классика Сан-Себастьяна
1-й - Трофей Маттеотти
Тур Швейцарии
1-й — Генеральная классификация
1-й — Этап 9
2-й - Tour de Vénétie
2-й - Tour du Latium
2-й - Гран-при города Камайоре
3-й - Кубок Уго Агостони
3-й - Коппа Плаччи
3-й - Три варезенские долины
3-й - Grand Prix de l'industrie et du commerce de Prato
4-й - Чемпионат мира — Групповая гонка
2000
Лучший гонщик в Мировом шоссейном рейтинге UCI
1-й - Флеш Валонь
Джиро д’Италия
1-й  — Горная классификация
2-й — Генеральная классификация
1-й — Этап 9
1-й - Субида Уркиола
1-й - Коппа Плаччи
2-й - HEW Cyclassics
2-й - Джиро ди Ломбардия
2-й - Tour de Vénétie
3-й - Чемпионат Цюриха
3-й - Гран-при города Камайоре
9-й - Льеж — Бастонь — Льеж
10-й - Амстел Голд Рейс
10-й - Чемпионат мира — Групповая гонка
2001
1-й - Кубок Уго Агостони
1-й - Трофей Мелинды
Джиро дель Трентино
1-й — Генеральная классификация
1-й — Этап 1
1-й — Этап 4 Рут-дю-Сюд
2-й - Классика Сан-Себастьяна
2-й - Grand Prix de l'industrie et du commerce de Prato
2-й - Гран-при Индустрия и Артиджанато ди Ларчано
2-й - Джиро дель Эмилия
4-й - Льеж — Бастонь — Льеж
4-й - Чемпионат Цюриха
4-й - Тур Страны Басков
6-й - Флеш Валонь
2002
1-й - Международная неделя Коппи и Бартали — Генеральная классификация
Джиро дель Трентино
1-й — Генеральная классификация
1-й — Этап 2
2-й - Флоренция — Пистоя
2-й - Трофей Мелинды
3-й - Чемпионат Италии — Групповая гонка
3-й - Гран-при города Камайоре
3-й - Гран-при Индустрия и Артиджанато ди Ларчано
5-й - Джиро ди Ломбардия
7-й - Вуэльта Испании
8-й - Льеж — Бастонь — Льеж
Тур Швейцарии
9-й — Генеральная классификация
1-й — Этап 5
10-й - Флеш Валонь
2003
1-й — Этапы 3 и 5 Тур Швейцарии
1-й - Кубок Уго Агостони
1-й - Трофей Мелинды
1-й — Этап 1 Международная неделя Коппи и Бартали
2-й - Brixia Tour
Bicyclette basque
3-й — Генеральная классификация
1-й — Этап 4
4-й - Классика Сан-Себастьяна
5-й - Льеж — Бастонь — Льеж
6-й - Амстел Голд Рейс
2004
2-й - Субида Уркиола
2-й - Джиро дель Эмилия
3-й - Милан — Турин

## Статистика выступлений

### Гранд-туры
| Гонка           | 1993 | 1994 | 1995 | 1996 | 1997 | 1998 | 1999 | 2000 | 2001 | 2002 | 2003 |
| --------------- | ---- | ---- | ---- | ---- | ---- | ---- | ---- | ---- | ---- | ---- | ---- |
| Джиро д'Италия  | 40   | 22   | 10   | 31   | —    | —    | —    | 2    | НФ   | ДФ   | НФ   |
| Тур де Франс    | —    | —    | —    | —    | 6    | НФ   | —    | —    | НФ   | —    | —    |
| Вуэльта Испании | —    | —    | —    | —    | —    | —    | —    | —    | —    | 7    | —    |

| —  | Не участвовал     |
| ДФ | Дисквалифицирован |
| НФ | Не финишировал    |